# Amt Schönkirchen
Das Amt Schönkirchen war ein Amt im Kreis Plön in Schleswig-Holstein. Es bestand zunächst aus den Gemeinden Mönkeberg, Oppendorf und Schönkirchen. Die Amtsverwaltung befand sich in Schönkirchen. Zum 1. Januar 1965 schied die Gemeinde Mönkeberg aus dem Amt aus und wurde amtsfrei. Zugleich wurde die Führung der Amtsgeschäfte auf die Gemeinde Schönkirchen übertragen. Zum 1. April 1970 wurde die Gemeinde Oppendorf in die Gemeinde Schönkirchen eingemeindet, das Amt Schönkirchen wurde aufgelöst und die Gemeinde Schönkirchen wurde amtsfrei.